# Arctephora iubata
Arctephora iubata är en fjärilsart som beskrevs av Diakonoff 1953. Arctephora iubata ingår i släktet Arctephora och familjen vecklare. Inga underarter finns listade i Catalogue of Life.